# Ambrosini AL.12P
Ambrosini AL-12P – włoski lekki szybowiec transportowo-desantowy z okresu II wojny światowej

## Historia
W 1942 roku w związku planowanym przez wojska włoskie desantem na Maltę w firmie Ambrosini opracowano szybowiec transportowo-desantowy, który otrzymał oznaczenie AL-12P. 
W 1942 roku zbudowano jego prototyp a w roku następnym przeszedł badania i próby w locie. Także w 1943 roku w firmie Aerolombardi zbudowano 16 szybowców tego typu. 
W związku z rezygnacją z planów desantu na Maltę, nie produkowano już więcej tych szybowców. Część z nich przebudowano na motoszybowce wyposażając je w dwa silniki Alfa Romeo 115 o mocy 225 KM. Motoszybowce otrzymały oznaczenie Ambrosini P-512. 

## Użycie
Szybowce Ambrosini AL-12P nie były używane w jednostkach liniowych. Natomiast przebudowane na motoszybowce używane były do zadań transportowych do końca wojny. 

## Opis konstrukcji
Szybowiec AL-12P jest wolnonośnym górnopłatem o konstrukcji drewnianej. 
Kadłub o konstrukcji półskorupowej, drewnianej, pokryty był sklejką. Kabina załogi wraz z przednią, nosową częścią kadłuba była odchylana w prawą stronę, co stwarzało dostęp do ładowni. Po bokach kadłuba znajdowały się małe drzwi. 
Płaty o konstrukcji drewnianej kryte były sklejką, lotki płótnem. 
Podwozie klasyczne z kółkiem ogonowym, stałe. Koła główne osłonięte były owiewkami.